# Mezná, Pelhřimov
Mezná là một làng thuộc huyện Pelhřimov, vùng Vysočina, Cộng hòa Séc.